# Baixa Grande do Ribeiro
Baixa Grande do Ribeiro è un comune del Brasile nello Stato del Piauí, parte della mesoregione del Sudoeste Piauiense e della microregione dell'Alto Parnaíba Piauiense.